# Dominique Frelaut
Pour les articles homonymes, voir Frélaut.
Dominique Frelaut, né le 2 septembre 1927 à Vannes  et mort le 9 juillet 2018 à Colombes,, est un homme politique français. Membre du Parti communiste français, il est député des Hauts-de-Seine de 1973 à 1986 et de 2001 à 2002 et maire de Colombes de 1965 à 2001.

## Biographie
Dominique Frelaut naît en 1927 à Vannes dans une famille nombreuse catholique. Son père est le peintre-graveur Jean Frélaut.
Il fait ses études au collège catholique Saint-Martin de Rennes et est membre de la Jeunesse étudiante chrétienne (JEC).
Venu travailler à Paris après la guerre, il s'engage aux côtés des prêtres ouvriers. Il est embauché comme ouvrier spécialisé chez Citroën à Levallois. Militant de la Confédération générale du travail (CGT), il devient délégué du personnel. Il est licencié à la suite des grèves de 1950, après quoi il adhère au Parti communiste français (PCF).
Recruté a l'usine Chausson de Gennevilliers en 1951, il est responsable syndical de l'entreprise et membre du bureau de l’Union des syndicats des métaux de la Seine.
Après son mariage avec Annie Blumberg, militante communiste, il habite à Gennevilliers et devient secrétaire permanent du syndicat des métaux en 1954-1955. Son militantisme politique l'amène à suivre les cours d'une école du parti en 1958 et occuper des postes à responsabilités. Installé ensuite à Colombes, il est élu maire de cette municipalité en 1965, puis réélu jusqu'en 2001.
Il est conseiller général des Hauts-de-Seine, élu dans le canton de Colombes-Nord, de 1967 à 1973, puis dans le canton de Colombes-Sud, de 1976 à 1982.
En 1973, il est élu député de la troisième circonscription des Hauts-de-Seine et réélu jusqu'en 1986. Suppléant de Jacques Brunhes, député de la première circonscription des Hauts-de-Seine, depuis mars 1993, il remplace ce dernier à l'Assemblée en 2001 après sa nomination au poste de secrétaire d’État au Tourisme.
Il est nommé maire honoraire de Colombes en 2001 et siège au conseil municipal jusqu'en 2008.

## Distinction
En 1994, Dominique Frelaut reçoit les insignes de chevalier de la Légion d'honneur des mains d'André Duroméa, Maire du Havre.
En 2000, Dominique Frelaut reçoit les insignes d’officier de l’ordre National du Mérite des mains d'Émile Zuccarelli, ministre de la Fonction Publique.

## Détail des mandats

### Mandats locaux
- 1965-2001 : maire de Colombes (Hauts-de-Seine)
- 2001-2008 : conseiller municipal de Colombes
- 2001-2018 : maire honoraire de Colombes.
- 1967-1973 : conseiller général des Hauts-de-Seine, élu dans le canton de Colombes-Nord
- 1976-1982 : conseiller général des Hauts-de-Seine, élu dans le canton de Colombes-Sud

### Mandats nationaux
- 1973-1986 : député de la troisième circonscription des Hauts-de-Seine
- 2001-2002 : député de la première circonscription des Hauts-de-Seine, en tant que suppléant de Jacques Brunhes, nommé au gouvernement